# Campsosternus auratus
Campsosternus auratus is een keversoort uit de familie kniptorren (Elateridae). De wetenschappelijke naam van de soort is voor het eerst geldig gepubliceerd in 1773 door Drury.